# La Flèche Wallonne 2007
71. edycja Walońskiej Strzały odbyła się 25 kwietnia 2007 roku. Trasa wyścigu liczyła 202,5 km ze startem w belgijskim Charleroi i metą w Huy. Wyścig najeżony podjazdami ukończyło 122 kolarzy.

## Lista podjazdów
| Km    | Nazwa podjazdu     | Długość | Nachylenie |
| ----- | ------------------ | ------- | ---------- |
| 65,5  | Mur de Huy         | 1,3 km  | 9.3%       |
| 84,5  | Côte d'Ereffe      | 2,2 km  | 5.6%       |
| 97,5  | Mur de Huy         | 1,3 km  | 9.3%       |
| 111   | Côte de Pailhe     | 1,0 km  | 4.3%       |
| 113   | Côte de Peu d'Eau  | 2,5 km  | 4.2%       |
| 142,5 | Côte de Haut-Bois  | 1,4 km  | 5.4%       |
| 152,5 | Côte de Thon       | 1,2 km  | 7.1%       |
| 160,5 | Côte de Bonneville | 1,1 km  | 7.9%       |
| 172,5 | Côte de Bohissau   | 3,4 km  | 4%         |
| 180   | Côte de Ahin       | 2,5 km  | 6%         |
| 202,5 | Mur de Huy         | 1,3 km  | 9.3%       |

## Wyniki
| M-ce | Imię i nazwisko    | Kraj       | Drużyna              | Czas                       |
| ---- | ------------------ | ---------- | -------------------- | -------------------------- |
| 1.   | Davide Rebellin    | Włochy     | Gerolsteiner         | 4h 48min 06s (42,173 km/h) |
| 2.   | Alejandro Valverde | Hiszpania  | Caisse d’Epargne     | + 0.06                     |
| 3.   | Danilo Di Luca     | Włochy     | Liquigas             | ten sam czas               |
| 4.   | Matthias Kessler   | Niemcy     | Team Astana          | + 0.08                     |
| 5.   | Riccardo Riccò     | Włochy     | Saunier Duval-Prodir | + ten sam czas             |
| 6.   | Rinaldo Nocentini  | Włochy     | AG2R Prévoyance      | + 0.13                     |
| 7.   | Fränk Schleck      | Luksemburg | Team CSC             | + 0.16                     |
| 8.   | John Gadret        | Francja    | AG2R Prévoyance      | + 0.19                     |
| 9.   | Robert Gesink      | Holandia   | Rabobank             | ten sam czas               |
| 10.  | Tadej Valjavec     | Słowenia   | Lampre-Fondital      | ten sam czas               |